# Melanolophia pseudovallata
Melanolophia pseudovallata là một loài bướm đêm trong họ Geometridae.